# Finetrading

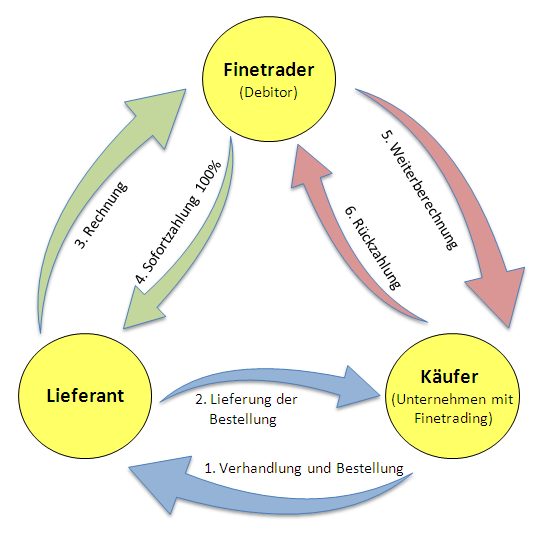
Fluxul procesului de finetrading

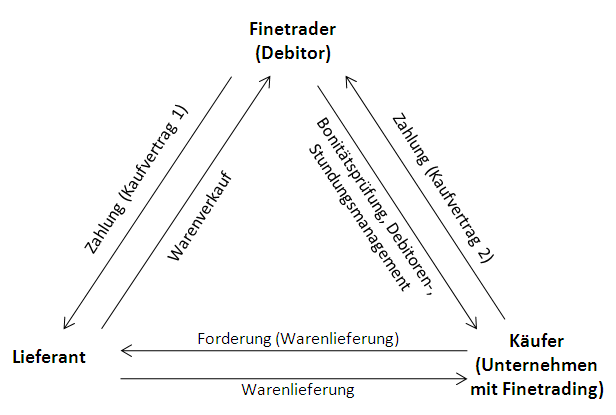
Relația juridică triunghiulară în finetrading

Finetrading este un serviciu financiar - bancar independent, utilizat pentru finanțarea capitalului operațional de lucru. Finetraderul acționează în calitate de intermediar între funizor și cumpărător și finanțează comanda negociată anterior.
În cadrul negocierilor livrărilor de mărfuri finetraderul devine noul cumpărător al furnizorului și plătește vânzatorului factura direct după livrarea bunurilor către cumpărător. În același timp, finetraderul acordă cumpărătorului un termen de plată prelungit de 120 zile. Furnizorul are astfel posibilitatea de a folosi imediat fluxul de lichidități pentru activitatea sa, în timp ce utilizatorul de finetrading câștigă timp pană la plata finală. Pentru utilizarea finetradingului, finetraderul colectează taxe individuale, cunoscute și sub denumirea de taxe de amânare, care depind în special de ratingul de credit și durata de utilizare. Acestea sunt compuse în principal din discountul negociat și din taxele de amânare pentru o dată certă. În acest timp finetraderul se ocupă de securizarea tranzacției, obținând asigurări pentru creditul comercial. Deși aparent similar factoringului în  sens invers (Reverse-Factoring), există totuși diferențe mari față de acesta, care sunt prezentate în secțiunea "Diferențierea față de Factoring". 

## Definiție și background
Finetrading este un serviciu care face posibilă externalizarea profesională a cumpărărilor pentru întreprinderile care au nevoie de bunuri sau materii prime pentru propria producție sau pentru prestările de servicii oferite de acestea. Astfel prestatorul de servicii (Finetraderul) acționează pe de o parte ca un broker, pentru că el achiziționeaza bunuri in baza cererii exprese a cumparatorului, și pe de altă parte ca un finanțator, întrucat el prefinanțează tranzacția respectivă pană la momentul în care este plătit de către cumpărător. Sunt finanțate în principal active care se activeaza numai pe termen scurt in bilanț, (active curente), precum: mărfuri, materii prime, materiale si consumabile sau produse finite/semifabricate.
Finetrading este un cuvânt inventat compus din cuvinte în limba engleză, "Finanțe" și "Comerț". Gerunziul subliniază activitatea între partenerii contractuali, și anume "freamătul comerțului". Astfel finetraderul acționează ca un terț în relația de afaceri (furnizori – client) și face posibilă prin funcția sa tranzacția de bunuri comercializabile.

## Desfășurarea procesului de finetrading
După ce cumpărătorul și intermediarul au căzut de acord cu privire la utilizarea finetrading în procesul de achiziție, se încheie un contract cadru între cele două părți. Mai departe, finetraderul verifică documentele cu privire la bonitatea clientului și încheie o asigurare pentru creditarea de bunuri, cel mai ades pe propriile costuri. Drept urmare, acum începe procesul propriu-zis de finetrading, care constă din 6 etape (conform schiței). Acesta poate varia de la un furnizor la altul, dar de regulă se execută după cum urmează:
1. Cumpărătorul negociază cu furnizorii săi termenii și condițiile, și comandă bunurile după consultarea cu finetraderul
2. Furnizorul livrează produsele comandate direct către cumpărător
3. Furnizorul transmite finetraderului factura aferentă mărfii livrate
4. Finetraderul plăteste factura în termenul de plată convenit
5. Finetraderul transmite la rândul sau cumpărătorului o factură pentru livrarea de mărfuri, avand termen de plată 120 zile.
6. Clientul plătește factura în mod flexibil în cadrul acestei perioade.

## Linkuri
In perioada curentă pentru o companie este din ce în ce mai dificil să obțină credite. Drept urmare,  în sectorul IMM-urilor castigă în importanță alternativa acestora, adică instrumentele financiare independente de bancă.
Finanțarea pentru achizitii poate fi utilizată de regulă, de la un volum anual de cel puțin 100.000 €; liniile mai mari de achiziții comerciale se află in gama zecilor de milioane. Astfel, instrumentul este direcționat atât catre întreprinderile mici, cât și pentru clasa de mijloc superioară. De regulă liniile de achiziții comerciale pot fi utilizate revolving timp de un an, acest lucru însemnând că după rambursare linia de finanțare devine reutilizabilă. Având în vedere considerentele de mai sus, aria de aplicare este larg răspândită, însă în special acolo unde întreprinderile au deficit de flexibilitate în ceea ce priveste ciclul economic:
- Companiile cu afaceri sezoniere pot folosi finetrading în scopul de a compensa vârfurile de activitate. În acest fel, volumul necesar poate fi organizat in avans, fara a încarca prea mult propriile lichidități.
- Materiile prime care sunt tranzacționate pe piețele cu circuit volatil pot fi stocate strategic prin Finetrading, în timp ce costurile sunt distribuite în lunile urmatoare cu incasări din vânzari.
- În faza de creștere, companiile necesită lichidități rapide și flexibile, disproporționat. Prin Finetrading pot fi prefinanțate în  mod direct comenzile pe termen scurt.
- Companiile care depun garanții la bănci pentru obtinerea finanțării pe termen lung pot genera prin Finetrading linii suplimentare, fără a fi nevoite să ofere garanții suplimentare.
- Companiile cărora furnizorii de mărfuri le pot acorda credite comerciale insuficiente necesarului, pot sa declanșeze prin Finetrading un volum de comenzi suficient de mare.

## Avantajele și dezavantajele cu Finetrading

### Avantaje
- Lichiditate imediată
- Termene de plată extinse
- Eliminarea riscului de neîncasare al furnizorului
- Îmbunătățirea unor indicatori-cheie/cash-flow/bonitate/rating
- Reducerea linillor de credit și a garanțiilor depuse la bănci
- Extinderea asigurării de credit

### Dezavantaje
- Costul de punere în aplicare (ex: integrarea în sisteme informatice etc.)
- Costuri mai mari în comparație cu creditele bancare pe termen lung
- Limitarea volumului de finanțare

## Costul pentru Finetrading
Pentru utilizarea Finetrading se percep taxe individuale, care pot varia în funcție de furnizor. Acestea sunt determinate în primul rând de natura mărfurilor, volumul anual de achiziții, frecvența comenzilor, solvabilitatea societății și de durata efectivă a utilizării. De obicei furnizorii de Finetrading nu precep dobânzi, precum băncile, ci tarife, ce reprezintă utilitățile și se varsă în contul de profit si pierdere. Ca taxă unică se obișnuieste in sectorul finanțărilor perceperea unei taxe de facilitare. Aceasta asigură cumparatorul că are o linie de achiziții pentru intregul an.
Ca taxe actuale se percep taxele de amânare, care depind de perioada de timp necesară cumparatorului pentru rambursarea creditului către finetrader. De obicei, taxele sunt împărțite pe cicluri de luni și zile, care cresc cu cât Finetrading este folosit mai mult timp.

## Delimitarea de finanțări alternative

### Demarcare generală
Finetrading este o metodă nouă în comparație cu alternativele deja existente, cum ar fi Factoring, Leasing, Mezanin sau titluri Garantate cu Active. Întrucât Finetrading finanțează achiziția, ca unică posibilitate pentru emiterea unei facturi factorizabile,  aceasta este distincția admisibilă.  

### Diferențierea față de Factoring
Spre deosebire de factoring, Finetrading plasează ciclul economic cu un pas înainte. Nu este vorba despre vânzarea creanței către o instituție, ci de faptul că Finetraderul preia finanțarea comenzilor de mărfuri, cu care sunt asigurate producția și, în cele din urmă, vânzările.
| Diferențe                      | Diferențe                       | Finetrading                                                                      | Factoring                                                               |
| ------------------------------ | ------------------------------- | -------------------------------------------------------------------------------- | ----------------------------------------------------------------------- |
| Din punct de vedere structural | Tip                             | Prefinanțare a activelor circulante                                              | Achiziționare de creanțe                                                |
| Din punct de vedere structural | Volum minim                     | de la 50.000 de EUR                                                              | teoretic, fara limită inferioară                                        |
| Din punct de vedere structural | Termen de plata                 | max. 120 de zile                                                                 | max. 90 de zile                                                         |
| Din punct de vedere structural | Termen de executie              | 2 – 4 săptămâni                                                                  | 4 luni                                                                  |
| Din punct de vedere structural | Rata de utilizare               | flexibil, decizie antreprenorială pe comandă (1 - 100 %)                         | creanțe de incasat predefinite, trebuie investite fara excepție (100 %) |
| Din punct de vedere economic   | Efectul in bilanț               | optimizarea indicatorilor financiari la client, reducerea bilanțului la furnizor | Reducerea bilanțului și, implicit, imbunătățirea cotelor de capital     |
| Din punct de vedere economic   | Ø Rata de Finanțare             | 100 %                                                                            | 80 – 90 %                                                               |
| Din punct de vedere economic   | Protecția impotriva pierderilor | 100 %                                                                            | 100 %                                                                   |
| Din punct de vedere economic   | Ø Rata costului                 | Ø 10 %                                                                           | 4 – 20 %                                                                |

### Diferențierea față de Reverse-Factoring
Finetrading este adesea confundat cu Reverse Factoring. Cu toate acestea, cele două forme alternative de finanțare sunt diferite, atât din punct de vedere structural, cât și economic și juridic, după cum este prezentat în tabelul de mai jos.
| Diferențe                      | Diferențe             | Finetrading | Reverse Factoring |
| ------------------------------ | --------------------- | --- | --- |
| Din punct de vedere structural | Utilizatorii          | Clientul este utilizator | Furnizorul este utilizator |
| Din punct de vedere structural | Punerea în aplicare   | Rapidă, intrucât nu necesită verificarea bonitătii furnizorului.                                                                               | Timp îndelungat de implementare, deoarece evaluarea bonitătii fiecărui furnizor este imperativ necesară                                                         |
| Din punct de vedere structural | Flexibilitate         | Există, de vreme ce limita poate fi folosită pentru orice furnizor; libera alegere dacă achiziția este efectuată prin intermediul Finetrading. | Nu există, intrucât limita totală trebuie să fie impărtită pe fiecare furnizor si obligatoriu să fie decontată prin intermediul Factorului in cadrul limitelor. |
| Din punct de vedere economic   | Perioadă de finanțare | Până la maxim 120 de zile, rambursare la data exacta                                                                                           | Până la maxim 180 de zile, rambursare rigidă |
| Din punct de vedere economic   | Volum                 | Sunt deja posibile cumpărări de valoare mică (de la 100.000 €), se adresează Imm-urilor                                                        | Volumuri de cumpărări mai mari (incepand de la 10 milioane €), mai degrabă destinat companiilor mari                                                            |
| Din punct de vedere economic   | Costuri               | De regulă costurile capitalului sunt aproximativ 10 %                                                                                          | De regulă scăzută, de aproximativ 1-3 % peste Euribor |
| Din punct de vedere juridic    | Contract              | 1 contract: Contract cadru între Finetrader și cumpărător                                                                                      | 2 contracte: Un contract de factoring cu furnizorul și un contract de factoring cu clientul, inclusiv contrasemnătura furnizorului                              |
| Din punct de vedere juridic    | Proprietate           | Finetraderul dobândește dreptul de proprietate asupra bunurilor                                                                                | Factorul dobândește dreptul de proprietate asupra creanței |
| Din punct de vedere juridic    | BaFin                 | Afaceri comerciale, prin urmare, nu cad in sarcina BaFin (§1 din KWG)                                                                          | Afaceri bancare, ce se supun BaFin (Autoritatea Federala de Control Financiar) (§§ 2.13 în MLA, §261 din Codul Penal)                                           |

## A se vedea, de asemenea,
- Criza creditelor

## Literatura
- Stefan Hohberger, Hellmut Damlachi: Sanierung im Mittelstand - Expansive bis restriktive Unternehmenssanierung, Sanierungsgutachten und Insolvenzplan, 2. Aufl., Marburg 2010
- Financial Gates GmbH (Hrsg.): Jahrbuch 2011 - Unternehmensfinanzierung, 11. Ausgabe, Frankfurt a. M. 2011, S. 61f.
- Tatjana Anderer (EDS.): Financial Yearbook Germany 2011, 8. Ausgabe 2011, München 2010, S. 99ff.
- Tatjana Anderer (EDS.): Financial Yearbook Germany 2010, 7. Ausgabe 2010, München 2009, S. 90ff..
- Tatjana Anderer (EDS.), Michael Bormann: Financial Yearbook 2009, 6. Ausgabe 2009, München 2008, S. 69

## Link-uri web
- Wikipedia pentru IMM-uri: volanta pentru ciclul de producție
- Handelsblatt: Plată în avans de la intermediar[nefuncțională]
- P Arhivat în 14 martie 2016, la Wayback Machine.ortalul Deutsche Finetrading AG: http://www.dft-ag.de/de/?lang=ro Arhivat în 22 martie 2017, la Wayback Machine.